# Wojciech Popowski
Wojciech Popowski (ur. 1955) – polski koszykarz występujący na pozycji skrzydłowego, wielokrotny medalista mistrzostw Polski.

## Osiągnięcia
Na podstawie, o ile nie zaznaczono inaczej.
Drużynowe
- 3-krotny mistrz Polski (1977, 1979, 1980)
- Wicemistrz Polski (1978)
- Zdobywca pucharu Polski (1977, 1980)